# Le Chien (chanson)
 (août 2025).
Si vous disposez d'ouvrages ou d'articles de référence ou si vous connaissez des sites web de qualité traitant du thème abordé ici, merci de compléter l'article en donnant les références utiles à sa vérifiabilité et en les liant à la section « Notes et références ».
Pour les articles homonymes, voir Le Chien.
Pistes de Amour Anarchie
Petite
Le Chien est une chanson emblématique de Léo Ferré, publié dans le premier volume de l'album Amour Anarchie et sur 45 tours en 1970. 
Le texte ouvre esthétiquement (et moralement) un nouveau cycle pour Ferré. Il ne chante pas mais dit son texte sur une musique rock progressif déstructurée, à la pulsation intermittente. Il s'agit d'un manifeste à la fois poétique, politique et moral pour lui, où allusions autobiographiques, références au temps présent (à la « révolution sexuelle » notamment), revendication de sa propre différence et rejet des normes hypocrites de la société se mêlent avec une force d'impact nouvelle.
On peut y voir l'acte de naissance d'un « spoken word » à la française.

## Histoire
Après avoir essayé de se rapprocher des Moody Blues, dont il s'est inspiré pour créer « C'est extra » (qui élargit considérablement son audience auprès de la jeunesse), Ferré cherche une musique nouvelle, plus âpre, qui convienne à son nouveau verbe, qu'il veut insurrectionnel. 
Avec la complicité de son pianiste Paul Castanier, improvisateur hors-pair, Ferré décide de simplement dire son poème, laissant toute latitude à Castanier pour suivre les inflexions de son phrasé, tout en ruptures. Ils donnent Le Chien sur scène dès décembre 1969 (une version captée au Théâtre Municipal de Yerres sera publiée en janvier 1970, sur le EP Un chien à la Mutualité). 
Depuis 1968, Léo Ferré s'intéresse à la « musique pop » (Beatles, King Crimson, Pink Floyd...), qu'il aime écouter durant ses trajets en voiture et qu'il voit comme une expression spontanée échappant au contrôle artistique des maisons de disque. Il l'envisage comme un moyen de bousculer les habitudes du paysage musical français ainsi que ses propres habitudes.
À l'instigation de Jean Fernandez, son ancien directeur artistique désormais responsable de la branche Barclay aux États-Unis, Léo Ferré est alors invité à se rendre à New York pour éventuellement enregistrer avec le guitariste Jimi Hendrix. Ferré fait le déplacement mais Hendrix, malade, ne se présente pas au rendez-vous. Une version est tout de même enregistrée avec de jeunes musiciens de jazz-rock : John McLaughlin et Billy Cobham, respectivement futur guitariste et futur batteur du Mahavishnu Orchestra, et Miroslav Vitouš, futur bassiste de Weather Report. 
Ferré et son nouveau directeur artistique, Richard Marsan, n'utilisent finalement pas cette version, qui demeure inédite.

## Enregistrement
À la faveur des sessions d'enregistrement de l'album Amour Anarchie, Léo Ferré fait la connaissance de certains des membres du jeune groupe de rock français Zoo, groupe que sa maison de disques vient par ailleurs de signer et souhaite mettre en avant. Il enregistre avec eux « La "The Nana" » et du coup réenregistre « Le Chien », le 14 avril 1970.

## Forme
Le texte est composé de deux parties formellement distinctes : la première comporte sept huitains octosyllabiques rimés commençant sous la forme d'un legs cryptique, la deuxième se poursuit en vers libres programmatiques et se termine par la tonitruante affirmation suivante :

« Je n'écris pas comme de Gaulle ou comme Perse

Je cause et je gueule comme un chien

Je suis un chien ! »

Ce monologue ne comporte ni couplets ni refrains et atteint une durée d'environ sept minutes. Léo Ferré ici s'émancipe du format chanson.

## 45 tours
« Le Chien » (version studio), est publié en face B d'un 45 tours (référence 61 288) publié le 5 décembre 1970. La pochette de ce disque montre une des seules images de Léo Ferré portant la barbe. Au verso, on voit le chanteur répéter sur une scène, entouré du groupe Zoo.
- Face A : La « The Nana »  - 4 min 27 s
- Face B : Le Chien  - 6 min 55 s

Voir également :
- Un chien à la Mutualité et Un chien à Montreux

### Musiciens
- Zoo :
  - André Hervé : orgue électrique, piano
  - Pierre Fanen : guitare électrique
  - Michel Ripoche : trombone, saxophone ténor, violon électrique
  - Daniel Carlet : saxophones (alto, baryton, soprano), flûte, violon électrique
  - Michel Hervé : basse
  - Christian Devaux : batterie

### Production
- Prise de son : Claude Achallé
- Production exécutive : Richard Marsan

## Interprétations sur scène
Il existe à ce jour sept versions disponibles : 
- la première, en décembre 1969 sur la scène du Théâtre Municipal de Yerres (EP Un chien à la Mutualité, 1970)
- la deuxième, en mars 1971 sur la scène de la Maison de la Mutualité à Paris (coffret La Solitude : intégrale 1968-1974, 2021)
- la troisième, en novembre 1972 sur la scène de l'Olympia de Paris (DVD Sur la scène..., 2001)
- la quatrième, en novembre 1972 sur la scène de l'Olympia de Paris (album Seul en scène, dans son édition complète de 2016 - à ne pas confondre avec la version du DVD ci-dessus, différente)
- la cinquième, en février 1973 à Montreux (CD maxi Un chien à Montreux, 2001)
- la sixième, en mai 1973 au théâtre municipal de Lausanne (album Sur la scène..., 2001)
- la septième, en avril 1984 au Théâtre des Champs-Élysées de Paris (album et DVD Léo Ferré au Théâtre des Champs-Élysées, 1984)

Dans les six premières versions, Léo Ferré est accompagné au piano par Paul Castanier. 
Dans la deuxième version, la chanson est combinée avec le texte La Violence et l'Ennui (que Ferré enregistrera dans une tout autre version en 1980, dans un album auquel il donnera son titre)  sous le titre Lamentations devant la porte de Sorbonne.
Dans la septième, Ferré change du tout au tout et dit le poème sur la musique religieuse du motet O vos omnes de Tomás Luis de Victoria.

## Reprises
Cette chanson a été interprétée par le groupe canadien Brégent (1973), Jef Lee Johnson et Nathalie Richard (2005), Bernard Lavilliers (2009), le groupe LetzeLéo (2013) et, de manière tronquée, par Marcel Kanche (2012) et le groupe rap La Vie d'artiste (2013), cf Liste des interprètes de Léo Ferré.